# سينغال تراك
سينغال تراك (بالإنجليزية: SingleTrac)‏ ، هي شركة تطوير ألعاب الفيديو السابقة في مدينة سالت ليك بولاية يوتا الأمريكية، أسست عام 1994م وأعلنت حلها عام 2000م.

## وصلة خارجية
- SingleTrac Entertainment Technologies Inc. (بالإنجليزية)